# Сертификат службы во время холодной войны
Сертификат службы во время холодной войны (англ. Cold War Recognition Certificate) — памятный сертификат, который может быть вручён Министерством обороны США лицу, находившемуся на военной службе или являвшемуся служащим федерального правительственного учреждения в период холодной войны (с 2 сентября 1945 по 26 декабря 1991 года).
Сертификат службы во время холодной войны был учреждён 18 ноября 1997 года актом Конгресса США Pub. L. 105-85 (Sec. 1084).

## Описание сертификата
В верхней части Сертификата службы во время Холодной войны изображён герб США, далее наименование сертификата (англ. Sertificate of Recognition) и имя получателя сертификата.
Ниже имени получателя текст:
«В знак признания Ваших заслуг во время Холодной войны (2 сентября 1945 — 26 декабря 1991 г.). Народ Соединённых Штатов Америки всегда благодарен Вам за Вашу службу, обеспечившую мир и стабильность в стране».
Сертификат заверяется подписью министра обороны США.
Сертификат является лишь памятным документом и не даёт никаких льгот и преимуществ его обладателю.

## Порядок получения сертификата
Органом ответственным за выдачу Сертификатов службы во время Холодной войны является Управление кадров Армии США (англ. US Army Human Resources Army Command).
Право на получение сертификата имеют лица, находившееся на действительной военной службе или являвшееся служащими федерального правительственного учреждения в период с 2 сентября 1945 г. по 26 декабря 1991 г. Лица, проходившие службу в Национальной гвардии, и резервисты также имеют право на получение сертификата. Лица в момент получения сертификата, находящиеся на действительной военной службе или являющиеся служащими государственных учреждений, могут получить сертификат, если хотя бы один день их службы приходился на установленный в положении о сертификате период Холодной войны. Волонтёры и лица, выполнявшие государственные подряды, права на получение Сертификата службы во время Холодной войны не имеют. Таким образом, от 18 до 22 миллионов человек имеют право на получение сертификата.
Лицо, желающее получить сертификат должно заполнить размещенную на официальном сайте Управления кадров Армии США форму заявления, распечатать и подписать её. Заявление содержит формулу «Я подтверждаю мою верную и честную службу нации во время Холодной войны». Помимо личного заявления соискатель Сертификата службы во время Холодной войны должен предоставить копии документов, подтверждающие его нахождение на военной или государственной службе в период со 2 сентября 1945 г. по 26 декабря 1991 г. Заявление и копии документов отправляются в адрес Управления кадров Армии США по почте или по факсу. После рассмотрения заявки готовится именной сертификат, который высылается заявителю по почте.
Принимаются коллективные заявки, в этом случае заявка должна быть заверена государственным служащим категории не младше GS-13 или офицером в звании не младше майора. Сертификат может быть выдан также посмертно, по заявке ближайших родственников покойного.

## Критика сертификата со стороны ветеранских организаций
Американские ассоциации ветеранов Холодной войны выступили с критикой сертификата. В их заявлениях указывается, что сертификат не является военной наградой и не соответствует общепринятой практике признания военных заслуг, а широкий круг лиц, могущих получить сертификат, уравнивает военнослужащих, нередко проходивших службу в тяжелых и опасных условиях и сотрудников гражданских учреждений, никак не связанных с борьбой во время Холодной войны. Даже тот, кто уклонился от службы в вооружённых силах, но зато подрабатывал летом на почте, может получить сертификат. По мнению бывших военнослужащих это полностью дискредитирует Сертификат службы во время Холодной войны. В качестве альтернативы предлагается Медаль «За победу в холодной войне», которая была разработана и существует, но лишь как неофициальная награда, не входящая в систему государственных наград.